# Европейская дикая природа
Европейская дикая природа  (англ.  European Wildlife) — это панъевропейская некоммерческая организация, специализирующаяся по охране природы. Её основной целью является охрана биологического разнообразия и ограничение влияний климатических изменений на природу и на человека.

## История
Организация по защите природы Европейская дикая природа была учреждена в 2008 году. Её основателем стал Далибор Достал, журналист и бывший главный редактор одного из самых популярных ежедневных изданий в Чешской Республике. В 2010 году Европейская дикая природа развернула свой главный проект по формированию Европейского центра биологического разнообразия, который также иногда называют «Ноев ковчег» европейских видов растений и животных, находящихся на грани исчезновения. Цель проекта заключается в том, чтобы постепенно выкупить неиспользуемые сельскохозяйственные угодья и восстановить на них природные леса и луга, а также вернуть те виды растений и животных, которые были за последние несколько веков полностью истреблены.

## Символика
Хорошо известная эмблема организации Европейская дикая природа представляет собой чёрный силуэт зубра на белом квадрате с оранжевыми сторонами. Зубр — это самое крупное наземное животное на континенте. Во всей Европе он стал символом успешных попыток сохранить этот вид животных, оказавшихся практически в безнадежном положении. Защита зубра вдохновила инициаторов всех остальных проектов по защите живой природы на континенте, а именно по защите животных, находящихся на грани исчезновения. Ещё одной причиной, по которой зубр попал на эмблему организации, является его позитивное влияние на всю экосистему. Возвращение зубров может спасти от вымирания множество видов мелких животных и насекомых, например, луговых мотыльков.

## Основные цели
Основной целью компании является поддержка формирования негосударственных природных резерваций и соединение заповедных территорий при помощи биокоридоров, создающих возможности для миграции животных. К прочим приоритетам относится охрана климата, прежде всего путём высаживания новых деревьев или восстановления природных лугов. Как деревья, так и естественные луга поглощают углекислый газ. Высаживание новых деревьев и восстановление лугов помогает компенсировать выбросы парниковых газов, осуществляемые европейскими фабриками, транспортом и домашними хозяйствами. Более того, дополнительные насаждения обеспечивают существенную защиту европейских земель от риска наводнений.

## Крупные травоядные животные
Большое внимание общество Европейская дикая природа уделяет возвращению в природу трех крупных травоядных видов животных: зубра, тарпана и тура. В то время как зубр, благодаря международной программе в его защиту, смог выжить, дикие кони и туры были полностью истреблены человеком. Поэтому Европейская дикая природа стала сотрудничать с нидерландской экологической организацией «Фонд Таурус», которая работает над проектом обратного выведения тура из примитивных видов домашнего скота. Научные исследования также показали, что примитивная порода эксмурских пони из Великобритании является прямым потомком европейского тарпана, поэтому в рамках своих проектов Европейская дикая природа работает с этой породой.

## Европейский центр биологического разнообразия
Работы над воссозданием истребленных видов крупных травоядных животных проводятся в рамках основного проекта компании, который носит название «Европейский центр биологического разнообразия». Это крупная негосударственная резервация, создание которой планируется на территории Центральной Европы. Её место расположения важно для защиты биологического разнообразия во всей Европе. Посредством биокоридоров она позволит соединить друг с другом области в северной, южной и восточной частях Европы, где сохранилось разнообразие флоры и фауны. На протяжении нескольких лет реализации программы общество Европейская дикая природа планирует выкупить земельные участки площадью около 100 квадратных километров.